# Victor Wooten
Victor Lemonte Wooten (11 de septiembre de 1964) es un virtuoso bajista estadounidense, considerado uno de los mejores bajistas de los años 1990. En algunas ocasiones se le ha apodado "el Michael Jordan del bajo".

## Historia
El menor de cinco hermanos, con solo dos años, su hermano Regi le enseñó a tocar el bajo. Con cinco años Victor podía tocar líneas simples y conciertos. Desde pequeño formó parte de los Wooten Five, banda formada por sus hermanos y él, Regi, Rudy, Roy, Joseph, Victor y Ross.
Tocó durante los años 1970 en la ciudad de Williamsburg, Virginia en el parque temático Busch Gardens y fue telonero de Curtis Mayfield y War. Tras mudarse a Nashville, Tennessee en 1988, fue inmediatamente reclutado por el cantante de blues y soul Jonell Mosser. Un año más tarde, se unió al maestro del banjo Béla Fleck, junto con Howard Levy, que tocaba el teclado y la armónica y el hermano de Victor, Roy Wooten como baterista. Su grupo, Béla Fleck and the Flecktones, se hizo famoso a base de tocar una mezcla de jazz, funk y bluegrass, llegando más tarde a ser una de las bandas más desinhibidas estilísticamente del panorama (Levy dejó el grupo y fue sustituido por el saxofonista y tubista Jeff Coffin).
Wooten también fue miembro de varias bandas con miembros ya consagrados, como Bass Extremes (con Steve Bailey, Derico Watson y Oteil Burbridge), Vital Tech Tones (con Scott Henderson y Steve Smith), y el trío Extraction (con Greg Howe y Dennis Chambers). Victor también estuvo de gira con muchas bandas, incluyendo a la Dave Matthews Band.
En 2007 presentó "Thunder" junto con otros dos bajistas, Marcus Miller y Stanley Clarke. Los tres iniciaron en 2008 una gira que comenzó en Estados Unidos y finalizó el 31 de octubre en Almería (España).
Los conciertos (que se pueden bajar por Internet) de Victor Wooten son los siguientes:
- 1992: Extreme Bass Technique.

- 1994: Bass Extremes (Con Steve Bailey).

- 1998: Bass Day.

- 1998: Bass Technique (no confundir con Extreme Bass Technique; éste corresponde a otro concierto).

- 1999: Making Music (con Carter Beauford)

- 2001: Amazing Grace

- 2001: Bass Day

- 2002: Bass Day.

- 2008: Gran Rex (Argentina)

- 2008: Groove Workshop

- 2009: Thunder Tour (SMV)

## Técnica
La evolución en los métodos de construcción de bajos eléctricos, como una acción más baja (distancia entre la cuerda y el diapasón) pareciéndose más a una guitarra de 4 cuerdas, permitió a Wooten desarrollar nuevas técnicas de pulsación que virtualmente no habían sido descubiertas en la época. Desarrolló la técnica del double-thumb (o doble pulgar) creada por Stanley Clarke, quien usaba el pulgar y cuerdas finas (de bajo calibre) de forma similar a la púa de una guitarra junto con la técnica del slap funky, y la técnica open-hammer-pluck ("slap-martilleo-pop"), que a veces utilizaba junto con múltiples hammer-on ("martilleo").

## Equipo
Wooten normalmente toca bajos Fodera, de los cuales tiene un modelo signature (personalizado). Su bajo más famoso (que Wooten llama el número uno) es un Fodera Monarch Deluxe de 1983, el cual lleva un puente de trémolo Kahler modelo 2400. Los bajos Fodera "Yin Yang" (diseñados y creados para Wooten) incorporan el símbolo del Ying Yang (que Wooten usa como merchandising). Puede pensarse que el símbolo está pintado sobre el bajo, pero realmente son dos piezas de ébano y acebo en acabado natural, unidas para crear el símbolo.

## Filosofía
Aunque los bajos de Wooten reciben mucha atención, su respuesta más frecuente ante los fanes es que "el bajo no hace música...tú la haces" y continúa argumentando que la característica más importante de un bajo es su confort al tocar; esto está relacionado con la creencia de Wooten de que la música es un lenguaje, entonces, al igual que cuando uno habla y nos fijamos en las palabras en vez de en la boca, de igual manera, al escuchar música no debemos centrar la atención en el instrumento.

## Discografía

### En solitario
- A Show of Hands (1996)
- What Did He Say? (1997)
- Yin-Yang (1999)
- Live In America (2001)
- Soul Circus (2005)
- Palmystery (2008)
- Words and Tones (2012)
- Sword and Stone (2012)

### Con Béla Fleck and the Flecktones
- Béla Fleck & The Flecktones (1990)
- Flight of the Cosmic Hippo (1991)
- UFO TOFU (1992)
- Three Flew Over the Cuckoo's Nest (1993)
- Tales From The Acoustic Planet
- Live Art (1996)
- Left of Cool (1998)
- Greatest Hits of the 20th Century (1999)
- Outbound (2000)
- Live at The Quick (2002)
- 10 From Little Worlds (2003)
- Little Worlds (2003)
- The Hidden Land (2006)
- Jingle All the way (2008)

### Con Bass Extremes
- Cookbook (1998)
- Just Add Water (2001)

### Otras participaciones
- Howe, Wooten, Chambers - Extraction (2003)
- Stanley Clarke, Victor Wooten, Marcus Miller (S.M.V.) - Thunder (2007)
- Vital Tech Tones